# Starobaltačevo
Starobaltačevo (in russo Старобалтачево?; in baschiro Иҫке Балтас) è un villaggio della Russia europea orientale, situato nella Repubblica autonoma della Baschiria; appartiene al rajon Baltačevskij, del quale è il centro amministrativo.
Il villaggio si trova sul fiume Bystryj Tanyp (un affluente della Belaja, 190 km a nord di Ufa.